# Albrecht de Vriendt
Albrecht de Vriendt (Gant, 1843 - Anvers, 1900) fou un pintor i gravador belga.
Després d'haver estudiat a Anvers, viatjà per Itàlia, Espanya, França i per l'Orient, i s'establí finalment a la ciutat flamenca. Interessat pels aspectes locals del seu país, Vriendt tendí a copsar els tipus més característics, adoptant un estil molt peculiar. A part de dirigir l'Acadèmia de Belles Arts d'Anvers i haver format part del consell d'acadèmics, obtingué altres càrrecs honorífics i distincions oficials procedents de les cases reials de Bèlgica i Baviera i també de l'estat francès. El 1898 formà part del jurat de l'exposició general de Belles Arts de Barcelona.